# Roger Norreis
Roger Norreis (mort entre 1223 et 1225) est abbé d'Evesham en Angleterre. C'est un personnage controversé, installé dans plusieurs bureaux contre l'opposition[Quoi ?]. Lors de sa nomination à Evesham, il est accusé de comportement immoral et de ne pas suivre les règles monastiques. En 1202, Norreis s'engage dans une dispute avec ses moines et son supérieur épiscopal, l'évêque de Worcester ; les litiges et les arguments durent jusqu'à sa destitution en 1213. Il est ensuite nommé prieur d'une maison monastique subsidiaire d'Evesham, mais est destitué dans les mois qui suivent, puis est nommé de nouveau à ce poste cinq ans plus tard.
Norreis est décrit par les historiens modernes comme étant inadapté aux postes religieux auxquels il a été nommé et par celui d'être complètement inapte à tenir un quelconque rôle spirituel. Néanmoins, même son critique contemporain le plus sévère, Thomas de Marlborough, l'un de ses propres moines à Evesham, concède que Norreis était énergique, divertissant et entreprenant ; pendant qu'il était abbé de l'abbaye d'Evesham, il a réussi à terminer la tour transversale de l'église monastique. 

## Biographie
Norreis est originaire du nord de l'Angleterre et sa famille est probablement d'origine nordique,. 
Lorsque Norreis rejoint le roi, il se convertit aux côtés de Baudouin, peut-être grâce à sa nomination en tant que cellérier de Christ Church, alors que le duo était à la cour du roi. Les moines s'opposent à cette nomination et, en septembre, ils font appel à la Papauté, arguant que la nomination est contraire à la règle bénédictine. Ils capturent également et détiennent Norreis, disant à quiconque le cherchait qu'il était malade. Norreis s'échappe au début de l'année 1188 en passant par les égouts et s'enfuit pour se mettre en sécurité chez l'archevêque, qui était alors à Otford. Dans une allusion moqueuse sur son mode d'évasion, Norreis est parfois connu sous le nom de Roger Cloacarius ou « Roger le nettoyeur de canalisations ». Baudouin essaya alors de faire installer Norreis au prieuré dépendant de Christ Church de St Martin's à Douvres, mais le rendez-vous ne fut jamais confirmé.